# Гонсалес, Серхио
Се́рхио Гонса́лес Сориа́но (исп. Sergio González Soriano; род. 10 ноября 1976, Оспиталет) — испанский футболист и футбольный тренер. Выступал на позиции полузащитника.

## Карьера

### Клубная
Гонсалес воспитанник клуба «Оспиталет» из своего родного города. В 1994 году стал выступать за основной состав клуба в Сегунде B. В следующем году перешёл в резервную команду «Эспаньола» — «Эспаньол Б». За 3 года сыграл 100 матчей и забил 11 голов. В 1998 году перешёл в «Эспаньол» с которым в сезоне 1999/2000 стал обладателем Кубка Испании. Всего за клуб провёл 107 матчей, забив 10 мячей. После этого он уехал в Галисию выступать за «Депортиво». В его составе стал обладателем Кубка и Суперкубка Испании. В различных официальных турнирах он сыграл за «Депортиво» 306 матчей и забил 29 мячей. В 2010 году перешёл в «Леванте».

### Международная
За сборную Испании Серхио Гонсалес сыграл 11 матчей. Выступал на чемпионате мира 2002 года, где испанцы дошли до четвертьфинала, проиграв Южной Корее. На этом турнире он сыграл один матч, в группе против ЮАР, выйдя на замену на 53-й минуте вместо Давида Альбельды.
С 1998 по 2013 год также выступал за сборную Каталонии. Является рекордсменом по количеству сыгранных матчей. Всего провёл 16 матчей и забил два гола. В товарищеском матче со сборной Аргентины поразил ворота с пенальти.

### Тренерская
Закончив выступления, Серхио Гонсалес вошёл в тренерский штаб «Эспаньола Б», а в 2013 году стал главным тренером команды. 27 мая 2014 года Серхио Гонсалес сменил Хавьера Агирре на посту главного тренера «Эспаньола». Был признан лучшим тренером Каталонии сезона 2014/15, но был уволен 14 декабря 2015 года, несмотря на то, что клуб занимал позицию в середине турнирной таблицы.
В апреле 2018 года Гонсалес возглавил «Реал Вальядолид» и вывел команду в высший дивизион. 19 сентября 2018 года клуб продлил с Гонсалесом контракт до 2020 года.

## Достижения
«Эспаньол»
- Обладатель Кубка Испании: 1999/2000

«Депортиво»
- Обладатель Кубка Испании: 2001/02
- Обладатель Суперкубка Испании: 2002